# George Brian Ogilvie Taylor
Sir George Brian Ogilvie Taylor, britanski general, * 15. april 1887, † 2. september 1973.